# ジェフ魂12
『ジェフ魂12』（ジェフたま）は、2007年から2009年3月まで千葉テレビ放送で放送されていた、ジェフユナイテッド市原・千葉の応援番組である。2010年4月から2011年12月まで放送されていた『ジェフ魂12Returns』（ジェフたまリターンズ）についても、本項で詳述する。
『ジェフ魂12Returns』終了時の2011年現在、JR東日本の一社提供である（一時期は君津住宅・拓匠開発などとの複数社提供の時代があったが、現在はJR東日本のみ）。

## ジェフ魂12
ちばテレビでは1993年のJリーグ発足当初からジェフ千葉（市原）応援番組を続けてきた。最初は毎週の放送による｢GOAL FOR WIN(ゴール・フォー・ウィン)　ジェフ市原｣だったが、その後は月2回ペースに縮小。更に｢月刊ジェフくら｣となった際には月1回の放送となった。その後2003年から「ジェフスタ（PLUS）」として放映され、2007年から現題名となっている。
放送では月間の戦いぶりについてのビデオハイライトと選手のインタビューなどで構成されている。内容的には、柏レイソルの応援番組『Rising Reysol』とほぼ同じである。
2009年3月15日放送分が最終回となった。2009年4月-2010年3月は、15分番組に短縮した『WIN BY ALL!』がジェフ応援番組として放映された（ここでの『WIN BY ALL』は、ドキュメンタリー形式の内容であり、後述する2012年放送開始の『WIN BY ALL!』及び『ジェフ魂12』『ジェフ魂12Returns』とは趣が異なる）。
- 放送日　毎月第3日曜20:30-21:00、翌月曜日16:30-17:00（再放送）
- 司会　野中智子（元NHK千葉放送局契約アナウンサー）

## ジェフ魂12Returns
『WIN BY ALL!』の後継番組として、2010年4月18日放送開始。
内容としては「Player's Talk」として、選手へのインタビューが中心。『WIN BY ALL!』では過去の試合のリプレイ・振り返りは廃止されていたが、僅かながら試合結果等を伝えるようになっている。
- 放送日　毎月第3日曜18:15-18:30
- 司会　野中智子

2011年12月18日放送で司会降板を発表した。この時点では番組名変更には触れられていなかったが、2012年からはジェフ応援番組は再び『WIN BY ALL!』のタイトルで放送され、MCは波多野美希に交替する。

## その他
- Jリーグ発足当初、チバテレではジェフ市原（千葉）の主催試合を市原緑地運動公園臨海競技場、国立霞ヶ丘競技場陸上競技場から放送していたが、近年は放送機会が減っており、2007年からはちばぎんカップや千葉ダービーを除いて一切中継していない。ジェフ魂12の番宣CMは2007年9月以降、一時期流れていなかったが、2008年7月頃より新規制作の上で復活した。
- 2010年11月の放送は、第3日曜にあたる11月21日に千葉ロッテマリーンズの日本一祝勝パレード及び祝勝会の模様を急遽放送することになったため、第4日曜の11月28日に放送延期。よって、ジェフ応援番組の『ジェフ魂12Returns』と、レイソル応援番組の『Rising Reysol』が同日に放送される珍しい形となる。
  - 上記2010年11月21日放送予定分は、インタビュー及びファンのメッセージが、収録日（10月下旬-11月上旬）当時はまだJ1昇格の可能性が残された状態だった為、J1昇格を願う内容となっていた。しかし、急遽1週放送が延び、皮肉にもその間の11月23日にジェフのJ1昇格可能性が消滅してしまった。そのため、全内容が字幕付き（このインタビュー・メッセージは○月○日に収録したものです）となり、番組の最後にJ1昇格がなくなった旨の字幕が表示され、野中や出演者がJ1昇格がなくなった旨をコメントすることはなかった。
- 2011年11月20日放送でも、前年の11月放送と同じような状況となった。インタビュー及び試合結果が11月12日・13日時点のもの（まだJ1昇格可能性が僅かながらあった状態）だったため、同じく全内容が収録日の字幕付きとなった。またしても放送直前の11月19日にジェフのJ1昇格可能性が消滅してしまったため、野中や出演者がJ1昇格がなくなった旨をコメントすることはなかった。